# Johnny Ventura
Juan De Dios Ventura Soriano  (Santo Domingo, 8 de marzo de 1940-Santiago de los Caballeros, 28 de julio de 2021), más conocido como Johnny Ventura o El Caballo Mayor, fue un cantante dominicano de merengue, muy popular en las décadas de 60, 70, y 80 en la República Dominicana y en los países del área del Caribe.[cita requerida]
Innovó con sus letras y su pegajoso ritmo acompañado de su grupo El Combo-Show. Era un sonido diferente para la época, pero disfrutaba de la aceptación del público, que empezó a seguirlo. Con su "combo-show" (combo, como una cantidad limitada de personas, y show, por el espectáculo visual y los movimientos que hacían en escena) modernizó el ritmo merengue introduciendo a este saxofones, trompetas, piano, tambores, efectos electrónicos, timbales e incorporando elementos de otros ritmos pero sin perder la esencia y los colores naturales del merengue.[cita requerida]
En 2004, recibió el Premio Grammy latino al mejor álbum de merengue/bachata por su álbum Sin Desperdicio; además, recibió otras tres nominaciones para el mismo galardón en las categorías mejor álbum de merengue (2006), mejor álbum tropical contemporáneo (2010) y mejor álbum de salsa (2016). En 2006, recibió el Premio Grammy Latino a la Excelencia Musical, y en 2022, ingresó al Salón de la Fama de los Compositores Latinos.

## Biografía
Nació el 8 de marzo de 1940 en la ciudad de Santo Domingo, República Dominicana y desde muy joven soñó en convertirse en el mejor arquitecto del país sin sospechar que las limitaciones económicas que lo rodeaban, bloquearían su ingreso a la universidad. 
Decidió entonces inscribirse en el Instituto Comercial Ercina Chevalier, para hacer un Secretariado Comercial, consistente en mecanografía, taquigrafía, contabilidad y archivo, es decir, una carrera corta que le permitiera luego, insertarse en el mercado laboral y producir dinero para así poder continuar sus estudios universitarios. 
En el instituto se realizaban actividades culturales y Ventura, con el fin de agradar a las muchachas del instituto participaba, como cantante, bailarín, declamador y animador. Andrés Araujo y Sergio Jiménez, compañeros de aula, le instaron a participar en los programas de aficionados de la época; mas, como se resistió, lo llevaron engañado a la Voz de la Alegría. Desafiado por ellos, ensayó, cantó y ganó el primer lugar. Esto ocurrió el 2 de junio de 1956. 
Luego cursó estudios de canto y música en la escuela de la Voz Dominicana, empresa radiotelevisiva, de cuya escuela de locutores, llamada Héctor J. Díaz, egresó como profesional del micrófono. 
Durante su vida artística paseó su arte por diferentes países del mundo, entre ellos, Puerto Rico, Haití, Aruba, Canadá, Jamaica; Venezuela, Curazao, Panamá, Colombia, Perú, Ecuador, Chile, Costa Rica, Guatemala, México, Saint Croix, Saint Marteen, Saint Thomas, Martiniqués, Guadalupe, Vieques, Tórtola, Nasáu, Nicaragua, El Salvador, Cuba. En Europa casi todo el continente y en los Estados Unidos por casi todos los estados y ciudades que componen la unión americana. 
Formó parte de la orquesta Su Majestad de Rondon Votau, junto a Carmen Severino y Nini Caffaro y luego de varias agrupaciones, entre ellas, La Súper Orquesta San José que conducía el maestro Papa Molina, en los últimos días de 1961, se unió al grupo de Luis Pérez, con quien grabó por primera vez en febrero del 1962. Johnny Ventura fue compositor del 70 % de la música que interpretó y fue el arreglista de, por lo menos, el 80 % de la música que ha grabado. 
El Combo Show de Johnny Ventura fue declarado en 9 ocasiones, como el Combo del Año, por la prestigiosa revista norteamericana Record World, cuya área latina era conducida por el destacado periodista cubano Tomas Fondora; Johnny Ventura tuvo más de 4800 placas y reconocimientos otorgados por diferentes entidades públicas y privadas del mundo. 
Recibió innumerables reconocimientos de varios gobiernos y alcaldías del mundo, en donde fueron concedidas las llaves de las respectivas ciudades. En algunos países, en donde le cupo la gloria en ser el primer merenguero en llegar, fueron declarados días en su honor. 
Su discografía está compuesta por 105 producciones discográficas, siendo el artista dominicano más prolífico en ese sentido, y cuyas grabaciones han sido premiadas con 28 discos de oro, 2 de platino además un Grammy Latino en el 2004 y un Grammy a la Excelencia por su trayectoria en el 2006.[cita requerida]
En la ciudad de Miami, fue el rey de la Calle 8 en 1987; en los carnavales de Barranquilla, Colombia, ganó 4 Congos de Oro y fue el primer artista dominicano en conquistar la codiciada Antorcha de Plata que otorga el clamor popular del público que asiste al Festival Internacional de la Canción de Viña del Mar en Chile. 
En su país, ganó todos los premios que se otorgan a los artistas y forma parte de exclusivo grupo que han recibido El Soberano, que es el más alto galardón que otorga la Asociación de Cronista de Arte de la República Dominicana. También fue galardonado por la ACE de Nueva York. 
Además fue condecorado por el Congreso dominicano, como el merenguero del siglo, a principios de fue también el primer artista dominicano en ser invitado a la toma de posesión de un presidente estadounidense en 1974 cuando ganó Jimmy Carter. 
Fue abogado de profesión, graduado summa cum laude de la Universidad de la Tercera Edad, en Santo Domingo. Se mantuvo durante más de 43 años activo en la política de su país llegando a ocupar cargos tales como: diputado, vicealcalde, alcalde y embajador. 
Por muchos considerado como El Padre del Merengue Moderno, otros lo llamaban La Alegría del País, El Merenguero del Siglo, La Leyenda Viva del Merengue, La Industria Nacional de La Alegría, El Caballo Mayor, El Señor del Merengue o El Hijo del Pueblo este es nuestro Johnny Ventura.
En 1965, ya con su orquesta, Ventura grabó para el sello Fonograma los LP La Coquetona, La Resbalosa y El turun tun tun. 
En 1967 viajó a Estados Unidos, se presentó también en Puerto Rico, Colombia, Curazao. Con los temas La Muerte de Martín y Ah no, yo no sé no, en la voz de Luis Martí, el Combo Show alcanzó su primer disco de oro.

## Carrera musical
En los años 60 emprendió su carrera estudiando música y locución fruto de becas que había ganado en diversos concursos musicales; El nombre artístico Johnny Ventura fue adoptado para evitar confusión con Juan de Dios Ventura Simó, piloto antitrujillista que participó en el Movimiento 14 de junio de 1959 en Constanza. 
En 1961 estuvo en la agrupación del percusionista Donald Wild.
En 1962 perteneció al Combo Caribe de Luis Pérez con el que grabó “La Agarradera” de Luis Pérez y “Cuidado con el cuabero”, pieza de su propia autoría. Fue en ese mismo año y con el Combo Caribe que grabó su primer LP de 12 canciones.
En 1963 Papa Molina lo integró a la Super Orquesta San José, de la que era director en ese entonces. Se desempeñó como vocalista y güirero. Estuvo al lado de grandes figuras de la música como Vinicio Franco y Grecia Aquino.

## El Combo Show
En 1964, a instancias del empresario cubano Ángel Guinea, Johnny Ventura creó su propia orquesta, parte importante en la historia de la música popular dominicana llamada El Combo Show. A esta orquesta pertenecieron grandes talentos dominicanos incluyendo a Luisito Martí, Fausto Rey, y Anthony Rios.

## Vida política
Ventura militó en el PRD por 45 años y llegó a ser diputado en la década de los noventa así como síndico (alcalde) de Santo Domingo (con Peggy Cabral como vicesíndica) en el período 1998-2002, impulsadas ambas candidaturas por el Partido Revolucionario Dominicano.
En 2008 la vida política de Ventura dio un giro de 180 grados cuando anunció su apoyo rotundo a la reelección presidencial de Leonel Fernández por el PLD. Esto dio pie a varias declaraciones por parte de los perredeístas quienes quedaron desconcertados con la decisión del merenguero.
En 2020 fue candidato a alcalde en santo domingo por la fuerza del pueblo donde quedó en tercer lugar en dicha contienda.

## Vida personal
Ventura estuvo casado por más de cincuenta años con Nelly Josefina Flores de Ventura, con quien procreó tres de sus ocho hijos de los cuales Juan De Dios Ventura Flores Jandy Ventura & Los Potros y Juan José, tienen su propio proyecto musical Y Ana Yahaira la más pequeña canta en su orquesta y ayuda a su hermano Juan José con el manejo de la oficina Johnny Ventura & Asociados en el cual “El Caballo” ha servido de guía y mentor a sus potros, agrupación de la cual ellos son titulares y que por el cariño y aceptación la gente los está reconociendo como Los Potros del Caballo.
Muchas voces afirmaron que Ventura padecía desde hacía años una rara enfermedad en la sangre, supuestamente leucemia. Rumores que Ventura desmintió e incluso procedió legalmente contra aquellos medios que divulgaban dicha información.
Ventura fue graduado de Derecho Internacional en la Universidad Dominicana de la Tercera Edad (UTE).
En 2008 se convirtió al cristianismo en una iglesia en Queens Nueva York El Centro Cristiano El Elyon, pastoreada por Ricardo Reyes. Produjo varios temas dedicado a Dios, uno de esos temas "Te doy las Gracias" que se transmite por Radio Alerta Cristocentrica  una estación de radio cristiana en Nueva York.
El 18 de junio de 2010 puso en circulación una reedición del libro de su autoría "Un poco de mí".
El 30 de julio de 2011 Ana Yahira, la más pequeña de las hijas de Johnny Ventura, quien forma parte del coro de su orquesta y es parte de la dirección de la oficina Johnny Ventura y Asociados, contrajo nupcias con el joven presentador y productor de TV Julio Herrera quien produce el programa de televisión Julio En La Calle, en una boda íntima, en la que el presidente de la República Dominicana Leonel Fernández fue el padrino de la boda.

## Controversia
En 2007, Ventura fue acusado por sus músicos de incumplimiento de pago. Situación que llevó varias protestas por parte de los mismos.
En 2009, Ventura entabló una demanda a un diario digital por difamación. El diario informó que uno de los hijos de Ventura había sido pedido en extradición por los Estados Unidos en noviembre de ese mismo año.
En enero de 2011, Ventura fue demandado por una supuesta hija que reclamaba su paternidad. El 24 de enero, Ventura se realizó una prueba de paternidad debido a una intimación judicial. El 4 de febrero los resultados del examen revelaron que la mujer no era hija de Ventura.

## Negocios
Ventura fue distribuidor y vendedor formal de los productos para cuidado personal, de nutrición y de limpieza Amway, quien recluta personas para la distribución exclusiva de dichos productos en República Dominicana.

## Fallecimiento y legado
Falleció de un infarto en la ciudad Santiago de Los caballeros, en la Clínica Unión Médica en la tarde del 28 de julio de 2021.
El hijo de Ventura, Jandy, lanzó El Legado del Caballo Vol. 1 un homenaje a su padre con colaboraciones con Manny Cruz, Sergio Vargas, Héctor Acosta, Miriam Cruz, Alex Matos, Gilberto Santa Rosa, y José Alberto el Canario. Jandy también colaboró con Milly Quezada y Carlos Vives para lanzar el sencillo Buscando Al Caballo (Homenaje a Johnny Ventura) en el 12 de mayo de 2022.

## Reconocimientos
Ganó muchos premios, incluyendo el Gran Soberano y un Grammy Latino, ganado por su trabajo musical de 2004.[cita requerida]

### Congos de Oro
Otorgado en el Festival de Orquestas del Carnaval de Barranquilla.
| Año  | Trabajo nominado             | Categoría        | Resultado |
| ---- | ---------------------------- | ---------------- | --------- |
| 1984 | Johnny Ventura y Los Vecinos | Combo Extranjero | Ganador   |

## Discografía
| Año de publicación | Título                                    |
| 1962               | La Agarradera Vol. 4                      |
| 1963               | Cuidado con el Cuabero                    |
| 1964               | 1920 y Otros Éxitos                       |
| 1964               | El Llorón (El Florón)                     |
| 1965               | La Resbalosa                              |
| 1965               | El Boogaloo Está en Algo                  |
| 1966               | Siempre Pa' Lante                         |
| 1966               | Figurando                                 |
| 1967               | El Turun Tun Tun                          |
| 1968               | Noches en Quisqueya                       |
| 1968               | El Papelito Blanco                        |
| 1968               | El Mamito                                 |
| 1968               | Vamos a Bailar Merembé                    |
| 1968               | Yo Canto... y Yo Pongo la Música.         |
| 1969               | Siempre en Órbita                         |
| 1969               | Los Grandes Éxitos de Johnny Ventura      |
| 1970               | El Guataco                                |
| 1970               | Más Éxitos                                |
| 1971               | Ah..! Yo No Sé... No                      |
| 1971               | Salsa y Algo Más...                       |
| 1972               | ¿Tú Sabes a Que Yo Vine?. Te Digo Ahorita |
| 1972               | Salsa Pa' Tu Lechón                       |
| 1972               | Navidades en Merengues y Salves           |
| 1973               | Super Hits                                |
| 1973               | Salsa!                                    |
| 1973               | El Pingüino                               |
| 1973               | ...De Nuevo Presente                      |
| 1974               | Un Poquito Para Atrás: Mamá Tingó         |
| 1974               | La Protesta de los Feos                   |
| 1974               | ¿Qué Pasa Papo?. Ahí Es Que Tú lo Dañas   |
| 1975               | En Acción                                 |
| 1975               | El Hijo del Pueblo                        |
| 1976               | 12° Aniversario                           |
| 1976               | ¡El Que Venga Atrás, Que Arree.           |
| 1976               | En Alas de Quisqueyana                    |
| 1976               | Solo Para Bailadores                      |
| 1977               | El Disco Rayao                            |
| 1977               | Excitante                                 |
| 1977               | 2 Aces al Tiro                            |
| 1977               | Salsa y Más Salsa                         |
| 1977               | Super Hits Vol. 3                         |
| 1978               | Presentando a mi nueva cosecha.           |
| 1979               | En Su 15 Aniversario                      |
| 1980               | Yo Soy el Merengue                        |
| 1980               | 14 Éxitos de Johnny Ventura               |
| 1981               | Johnny Mucho. Mucho Johnny.               |
| 1981               | Lo Que Te Gusta                           |
| 1981               | Las Tapas                                 |
| 1982               | El Sueño                                  |
| 1982               | Un Saludo al Diputado: 14 Éxitos Vol. 2   |
| 1983               | Flying High (Volando Alto)                |
| 1984               | Y Buena Que Está, María                   |
| 1985               | El Hombre y Su Música                     |
| 1985               | Navidad Sin Ti                            |
| 1985               | Calidad Todo el Tiempo.                   |
| 1985               | Classic: Con Su Sabor Original            |
| 1986               | Capullo y Sorullo                         |
| 1986               | El Señor del Merengue                     |
| 1987               | Si Vuelvo a Nacer                         |
| 1987               | 16 Éxitos                                 |
| 1988               | El Caballo. Una Leyenda                   |
| 1989               | Ayer y Hoy                                |
| 1990               | Éxtasis                                   |
| 1990               | Quisqueya y Borinquen                     |
| 1991               | 20 Éxitos en Salsa                        |
| 1992               | 35 Aniversario Con Sus Invitados          |
| 1993               | Johnny Siempre Johnny                     |
| 1993               | Grandes Éxitos                            |
| 1993               | 12 Golden Hits                            |
| 1994               | Retonando                                 |
| 1994               | Brillantes                                |
| 1995               | El Gran Encuentro del Combo Show          |
| 1996               | Como el Café                              |
| 1996               | El Rey y la Reina del Merengue            |
| 1997               | El Disco de Oro                           |
| 1998               | 40 Aniversario: En Vivo                   |
| 1999               | 100% Merengue                             |
| 1999               | 20 Aniversario                            |
| 1999               | Palo Bonito                               |
| 2000               | Merenguero Hasta la Tambora               |
| 2000               | Oro Merenguero                            |
| 2001               | El Oro del Caballo Negro                  |
| 2002               | 22 Ultimate Hits                          |
| 2003               | Serie Azul Tropical                       |
| 2003               | Sin Desperdicio                           |
| 2004               | Soy                                       |
| 2005               | 10 de Colección                           |
| 2006               | 103 Boulevard                             |
| 2006               | ¡Oye Qué Rico Mami!. Salsa.               |
| 2007               | El Rey del Merengue                       |
| 2009               | Volvió la Navidad                         |
| 2013               | El Viejo Ta' en la Calle                  |
| 2016               | Tronco Viejo                              |

## Videografía
| Año de publicación | Título         |
| 1991               | La Leyenda     |
| 2004               | Soy            |
| 2005               | 45 Aniversario |